# Party shooter
En party shooter er en festartikel der benyttes til, at få festdeltagere til at drikke øl meget hurtigt, med hurtig beruselse til følge.
Party shooteren fungerer ved, at man sætter den ene ende af en cylinder fast på toppen af en ølflaske, mens den anden ende tages i munden. Man holder fingeren for en slange, som skal sikre ulignelse af tryk, og suger, for at danne undertryk. Når slangen slippes udlignes trykket, og hele øllen render ned i halsen.